# 65 Dywizja Piechoty (Imperium Rosyjskie)
65 Dywizja Piechoty (ros. 65-я пех. дивизия) – rezerwowa dywizja piechoty Imperium Rosyjskiego, okresu działań zbrojnych I wojny światowej.
Powstała z 19 Dywizji Piechoty z Humania (12 Korpus Armijny, 8 Armia).

## Struktura organizacyjna
Lipiec 1914:
- dowództwo dywizji
- 257 Eupatoryjski pułk piechoty
- 258 Kiszyniowski pułk piechoty
- 259 Olgopolski pułk piechoty
- 260 Bracławski pułk piechoty